# Alan Brown (kierowca)
Alan Brown (ur. 20 listopada 1919 w Malton, Yorkshire, zm. 20 stycznia 2004 w Guildford, Surrey) – brytyjski kierowca wyścigowy, w latach 1952-1954 startował w wyścigach Formuły 1. Jeździł w bolidach zespołów Ecurie Richmond, Cooper, RJ Chase i Equipe Anglaise. Wystartował w 9 wyścigach Formuły 1, raz zdobywając 2 punkty. 

## Starty w Formule 1

### Statystyki
| Legenda oznaczeń w tabelach wyników Wyświetl szablon na nowej stronie | Legenda oznaczeń w tabelach wyników Wyświetl szablon na nowej stronie                                                                     |
| Oznaczenie                                                            | Wyjaśnienie |
| --------------------------------------------------------------------- | --- |
| Złoty                                                                 | Zwycięzca lub mistrzostwo |
| Srebrny                                                               | 2. miejsce lub wicemistrzostwo |
| Brązowy                                                               | 3. miejsce lub II wicemistrzostwo |
| Zielony                                                               | Ukończył, punktował (w klasyfikacji generalnej, gdy zdobył co najmniej jeden punkt na przestrzeni sezonu, poza trzema powyższymi opcjami) |
| Niebieski                                                             | Ukończył, nie punktował (w klasyfikacji generalnej, gdy nie zdobył co najmniej jednego punktu na przestrzeni sezonu)                      |
| Czerwony                                                              | Nie zakwalifikował się (NZ) |
| Czerwony                                                              | Nie prekwalifikował się (NPK) |
| Różowy                                                                | Nie ukończył (NU) |
| Różowy                                                                | Niesklasyfikowany (NS) (w klasyfikacji generalnej, gdy nie został sklasyfikowany w żadnym wyścigu sezonu)                                 |
| Czarny                                                                | Zdyskwalifikowany (DK) |
| Czarny                                                                | Wykluczony (WYK/EX) |
| Biały                                                                 | Nie wystartował (NW) |
| Biały                                                                 | Kontuzjowany (K/INJ) |
| Biały                                                                 | Wyścig odwołany (OD/C) |
| Bez koloru                                                            | Został wycofany (WYC/WD) |
| Bez koloru                                                            | Nie przybył (NP/DNA) |
| Bez koloru                                                            | Nie brał udziału w treningach (NT/DNP) |
| Bez koloru                                                            | Nie został zgłoszony (–) |
| Pogrubienie                                                           | Start z pole position |
| Kursywa                                                               | Najszybsze okrążenie wyścigu |
| †                                                                     | Nie ukończył, ale jego rezultat został zaliczony ze względu na przejechanie więcej niż 90% dystansu wyścigu.                              |
| *                                                                     | Sezon w trakcie |
| 1/2/3                                                                 | Punktowana pozycja w sprincie kwalifikacyjnym                                                                                             |
| Lista systemów punktacji Formuły 1                                    | |

| Sezon | Zgł. | Starty | PKT | P. | P1 | P2 | P3 | Punkt. | PP | NO | NS | DK | Zespoły                         |
| ----- | ---- | ------ | --- | -- | -- | -- | -- | ------ | -- | -- | -- | -- | ------------------------------- |
| 1952  | 4    | 4      | 2   | 16 | -  | -  | -  | 1      | -  | -  | -  | -  | Ecurie Richmond                 |
| 1953  | 4    | 4      | 0   | 36 | -  | -  | -  | -      | -  | -  | 2  | -  | Cooper RJ Chase Equipe Anglaise |
| 1954  | 1    | -      | 0   | 83 | -  | -  | -  | -      | -  | -  | -  | -  | Equipe Anglaise                 |

| Sezony | Zgł. | Starty | PKT | Najwyższa pozycja (mistrzostwa) | P1 | P2 | P3 | Punkt. | PP | NO | NS | DK | Zespoły |
| ------ | ---- | ------ | --- | ------------------------------- | -- | -- | -- | ------ | -- | -- | -- | -- | ------- |
| 3      | 9    | 8      | 2   | 16                              | -  | -  | -  | 1      | -  | -  | 2  | -  | 4       |

### Podsumowanie startów
| Ważne wyścigi     | Ważne wyścigi                          |
| ----------------- | -------------------------------------- |
| Debiut            | Grand Prix Szwajcarii 1952 (#1)        |
| Pierwsze punkty   | Grand Prix Szwajcarii 1952 (#1)        |
| Ostatni           | Grand Prix Wielkiej Brytanii 1954 (#9) |
| Najwyższe pozycje |                                        |
| Kwalifikacje      | 9                                      |
| Wyścig            | 5                                      |